# تيم ساندرز
تيم ساندرز (بالهولندية: Tim Sanders)‏ (6 يناير 1986 في هولندا - ) هو لاعب كرة قدم هولندي في مركز الدفاع. لعب مع دي غرافشاب وSV Spakenburg ‏ وAchilles '29 ‏ وSV Hönnepel-Niedermörmter ‏.

## وصلات خارجية
- تيم ساندرز على موقع قاعدة بيانات كرة القدم.إي يو (الإنجليزية)
- تيم ساندرز على موقع Soccerway.com (الإنجليزية)